# Operation Irregular
1941

Versenkung der Force Z 
1942

C –
Ironclad 
1944

Diplomat –
Cockpit –
Transom –
Councillor –
Pedal –
Crimson –
Banquet –
Light –
Millet –
Outflank –

ab 22. Nov. als British Pacific Fleet Robson 
1945

Lentil –
Meridian –
Suffice –
Stacey –
Transport –
Onboard –
Penzance –
Passbook –
Sunfish –
Bishop –
Dukedom –
Mitre –
Irregular –
Balsam –
Bedlam Green –
Collie –
Livery –
Jurist –
Tiderace
Die Operation Irregular war eine Unternehmung der britischen Eastern Fleet (East Indies Station) unter dem Kommando von Vizeadmiral Sir Arthur Power während des Pazifikkriegs im Zweiten Weltkrieg. Ziel der Operation war es, die japanische Schifffahrt zwischen der von Japan besetzten Inselgruppe der Nikobaren und Sabang an der Küste der Insel Sumatra abzufangen und zu zerstören.
Dazu stach am 5. Juni die britische 10. Zerstörer-Flottille unter dem Kommando von Captain Basil Jones mit den Zerstörern Tartar, Nubian, Eskimo, Penn und Paladin von Trincomalee aus in See. Sie bildeten die Force 65.
Am selben Tag verließ die Force 64, bestehend aus dem Öler Olwen und der Fregatte Test, Rangun in Burma, um als Auftankeinheit in dem Gebiet westlich der Nikobaren zu fungieren.
Die Paladin wurde am 7. Juni abkommandiert, um zu den Batu-Inseln vor der Westküste Sumatras zu verlegen. Sie sollte dort eine Spezialoperation durchführen. In der Nacht vom 7. auf den 8. Juni führte die Force 65 (ohne die Paladin) eine Aufklärungsfahrt zwischen Groß Nikobar und Sabang durch, die allerdings ergebnislos blieb. Am 9. Juni wurden die Zerstörer von der Force 64 betankt.
Um einen zusätzlichen Zerstörer dort in der Nähe zu haben, wurde auch die Penn etwas später zu den Batu-Inseln beordert. Am 12. Juni versenkte sie das japanische Panzerlandungsschiff T.149 mit etwa 20 Mann.
Ebenfalls am 12. Juni wurden die anderen drei Zerstörer durch eine Meldung des U-Bootes Trident, das vor Diamond Point patrouillierte, auf einen Geleitzug angesetzt. Hierbei handelte es sich um ein japanisches Panzerlandungsschiff, das von einem U-Boot-Jäger eskortiert wurde. Zur Aufklärung beorderte die No. 222 Group der Royal Air Force  sechs schwere Consolidated Liberator Bomber in das Gebiet. Kurz nach Tagesanbruch an diesem Tag trafen die Eskimo, Nubian und Tartar auf die japanischen Schiffe vor der Insel Rondo, etwa 37 km nordwestlich von Sabang. Die gemeldeten Schiffe waren tatsächlich der U-Boot-Jäger Ch-57 und der Frachter Kuroshio Maru No.2. Beide Schiffe wurden durch Schiffsartillerie und einem Torpedoangriff der Zerstörer Eskimo und Nubian versenkt. Die Mannschaften der beiden Zerstörer bemühten sich um einen Rettungsversuch, doch die japanischen Matrosen weigerten sich an Bord zu kommen.

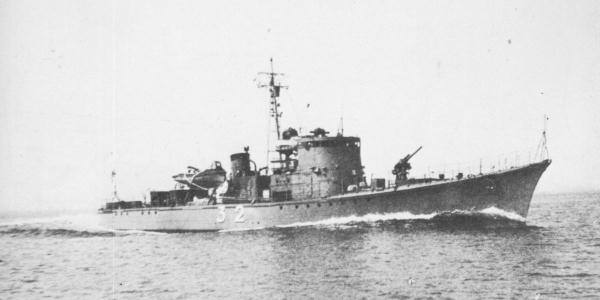
Japanischer U-Boot-Jäger No.32 – baugleicher Typ zu CH-57

Während sich die Force 65 am Vormittag nach Westen zurückzog, war sie zeitweiligen Bombenangriffen einiger japanischer Flugzeuge ausgesetzt. Die Zerstörer erlitten jedoch weder Schäden noch Verluste. Alle Schiffe kehrten anschließend in den Hafen zurück, Die Penn verließ die Batu-Inseln am 14. Juni und die Paladin folgte  am Nachmittag des 15. Juni.